# Selina Todd
Selina Todd (Newcastle upon Tyne, 1975) és una historiadora i docent anglesa. Des del 2015 és professora d'Història Moderna a la Universitat d'Oxford. La investigació de Todd se centra en la història de la classe treballadora, la dona i el feminisme, a la Gran Bretanya moderna. Des de 2017, Todd també és president de l'Associació Socialista de l'Educació.
Després del període escolar, va completar la seva llicenciatura en història a la Universitat de Warwick. Després de treballar a Canadà i Cuba, va obtenir un màster i després un doctorat en filosofia a la Universitat de Sussex.
Després d'obtenir una beca Scouloudi i un postdoctorat del Consell d'Investigació Econòmica i Social a l'Institut d'Investigació Històrica, Todd va ser elegida per a la beca Ottilie Hancock Research in History al Girton College, de Cambridge, el 2004. L'any següent, va ser nomenada professora a la Universitat de Warwick, i el 2007 va fer una conferència sobre història moderna britànica a la Universitat de Manchester. El 2010 va ser nomenada membre del St Hilda's College, d'Oxford, i professora d'història a la Universitat d'Oxford. El 2015 va rebre el títol de professora d'Història Moderna per la universitat. És membre de la Royal Historical Society i, a partir del 2016, és vice-directora del St Hilda's.
Al juliol de 2017, es va anunciar que Todd havia acceptat la nominació com a presidenta de l'Associació Socialista de l'Educació.

## Obres
- Tastes of Honey: the making of Shelagh Delaney and a Cultural Revolution (London: Chatto & Windus, 2019).
- The People: the Rise and Fall of the Working Class 1910–2010 (London: John Murray, 2014).
- "Class, experience and Britain's twentieth century", Social History, vol. 39, no. 4 (2014), pp. 489–508.
- "Family, welfare and social work in post-war England, c.1948–c.1970", The English Historical Review, vol. 129, no. 537 (2014), pp. 362–387.
- "People Matter", History Workshop Journal, vol. 76 (2013), pp. 259–265.
- (Coautora amb Hilary Young) "Baby-boomers to 'beanstalkers': Making the modern teenager in post-war Britain", Cultural and Social History, vol. 9, no. 3 (2012), pp. 451–467.
- "Domestic Service and Class Relations in Britain, 1900–1950", Past & Present, vol. 203, no. 1 (2009), pp. 181–204.
- "Affluence, class and Crown Street: Reinvestigating the post-war working class", Contemporary British History, vol. 22, no. 4 (2008), pp. 501–518.
- "Breadwinners and dependants: Working-class young people in England, 1918–1955", International Review of Social History, vol. 52, no. 1 (2007), pp. 57–87.
- Young Women, Work, and Family in England 1918-1950 (Oxford: Oxford University Pres, 2005).
- "Poverty and aspiration: young women's entry into employment", Twentieth Century British History, vol. 15, no. 2 (2004), pp. 119–142.